# Plumularia indica
Plumularia indica är en nässeldjursart som beskrevs av Mammen 1965. Plumularia indica ingår i släktet Plumularia och familjen Plumulariidae. Inga underarter finns listade i Catalogue of Life.